# Mizoginija
Mizoginija je mržnja ili odbojnost prema ženama ili djevojčicama. Etimologija riječi dolazi od grč. miséō (μισέω = "mrziti") i gynḗ (γυνή = "žena"). Mizoginija se manifestira na mnogo različitih načina, uključujući i spolnu diskriminaciju, ponižavanje žena, nasilje prema ženama i seksualnu objektivizaciju. Pandan mizoginije jeste mizandrija, mržnja ili odbojnost prema muškarcima. Antonim pojma mizoginije je filoginija, ljubav ili naklonost prema ženama.
Kristina iz Pizana bila je prva žena, koja se autoritativno suprotstavila mizoginiji. 